# Natação nos Jogos Pan-Americanos de 2015 - 800 m livre feminino
As competições dos 800 metros livre feminino da natação nos Jogos Pan-Americanos de 2015 foram realizadas em 18 de julho no Centro Aquático CIBC Pan e Parapan-Americano, em Toronto.

## Calendário
Horário local (UTC-4).
| Data        | Horário | Fase    |
| ----------- | ------- | ------- |
| 18 de julho | 10:05   | Final 1 |
| 18 de julho | 19:05   | Final 2 |

## Medalhistas
| Ouro   | USA Sierra Schmidt  |
| Prata  | CHI Kristel Köbrich |
| Bronze | VEN Andreina Pinto  |

## Recordes
Antes desta competição, os recordes mundiais e pan-americanos da prova eram os seguintes:
| Tipo                             | Atleta              | Tempo   | Local      | Data                |
| -------------------------------- | ------------------- | ------- | ---------- | ------------------- |
|                                  | USA Katie Ledecky   | 8m11s00 | Shenandoah | 22 de junho de 2014 |
| Recorde dos Jogos Pan-Americanos | USA Kaitlin Sandeno | 8m34s65 | Winnipeg   | 6 de agosto de 1999 |

## Resultados

### Final
A final foi realizada em 18 de julho. 
| Pos.              | Bateria | Raia | Nadador               | Nacionalidade      | Tempo   | Notas                            |
| ----------------- | ------- | ---- | --------------------- | ------------------ | ------- | -------------------------------- |
| Medalha de ouro   | 2       | 2    | Sierra Schmidt        | USA Estados Unidos | 8:27.54 | Recorde dos Jogos Pan-Americanos |
| Medalha de prata  | 2       | 7    | Kristel Köbrich       | CHI Chile          | 8:29.79 |                                  |
| Medalha de bronze | 2       | 5    | Andreina Pinto        | VEN Venezuela      | 8:31.08 |                                  |
| 4                 | 2       | 4    | Brittany MacLean      | CAN Canadá         | 8:32.06 |                                  |
| 5                 | 2       | 1    | Joanna Evans          | BAH Bahamas        | 8:37.18 |                                  |
| 6                 | 2       | 3    | Courtney Harnish      | USA Estados Unidos | 8:38.00 |                                  |
| 7                 | 1       | 5    | Bruna Primati         | BRA Brasil         | 8:40.75 |                                  |
| 8                 | 1       | 3    | Monserrat Ortuño      | MEX México         | 8:45.81 |                                  |
| 9                 | 2       | 8    | Carolina Bilich       | BRA Brasil         | 8:47.94 |                                  |
| 10                | 2       | 6    | Tabitha Baumann       | CAN Canadá         | 8:48.37 |                                  |
| 11                | 1       | 4    | Natalia Jaspeado      | MEX México         | 8:53.70 |                                  |
| 12                | 1       | 6    | Valerie Gruest        | GUA Guatemala      | 8:55.62 |                                  |
| 13                | 1       | 2    | Maria Alvarez         | COL Colômbia       | 8:57.29 |                                  |
| 14                | 1       | 8    | Rebeca Quinteros      | ESA El Salvador    | 9:07.98 |                                  |
| 15                | 1       | 7    | Daniella van den Berg | ARU Aruba          | 9:12.30 |                                  |
| 16                | 1       | 1    | Lani Cabrera          | BAR Barbados       | 9:16.88 |                                  |

Legenda
| Recorde mundial                  | Recorde mundial (World record)               |                       | Recorde africano                      | Recorde africano (African) |                                           | Q | Classificado por posição (Qualified) |
| Recorde dos Jogos Pan-Americanos | Recorde pan-americano (Pan-American record)  | Recorde da América    | Recorde da América (Americas)         | q                          | Classificado por melhor tempo (Qualified) |   |                                      |
| Melhor marca do ano              | Melhor marca do ano (World leading)          | Recorde asiático      | Recorde asiático (Asian)              | DNS                        | Não largou (Did not start)                |   |                                      |
| Recorde nacional                 | Recorde nacional (National record)           | Recorde europeu       | Recorde europeu (European)            | DNF                        | Não terminou (Did not finish)             |   |                                      |
| Recorde pessoal                  | Recorde pessoal do atleta (Personal best)    | Recorde da Oceania    | Recorde da Oceania (Oceania)          | DSQ / DQ                   | Desclassificado (Disqualified)            |   |                                      |
| Recorde da temporada             | Recorde da temporada do atleta (Season best) | Recorde sul-americano | Recorde sul-americano (South America) | NM                         | Sem marca (No mark)                       |   |                                      |